# Waterloo Hurricanes
Waterloo Hurricanes byl kanadský juniorský klub ledního hokeje, který sídlil ve Waterloo v provincii Ontario. V letech 1950–1952 působil v juniorské soutěži Ontario Hockey Association (později Ontario Hockey League). Své domácí zápasy odehrával v hale Waterloo Memorial Arena.
Nejznámější hráči, kteří prošli týmem, byli např.: Norm Defelice nebo Warren Godfrey.

## Přehled ligové účasti
Zdroj: 
- 1950–1952: Ontario Hockey Association